# Píseň práce
„Píseň práce“ (německy Lied der Arbeit) je rakouská dělnická píseň a hymna Sociálně demokratické strany Rakouska.

## Vznik skladby
Píseň složil v roce 1867 vídeňský odborový sbormistr Josef Scheu (1841–1904) na slova dělnického básníka Josefa Zapfa (1847–1902) pro vídeňský dělnický vzdělávací spolek Gumpendorf se sídlem ve vídeňské čtvrti Mariahilf. První představení písně proběhlo 29. srpna 1868 ve vídeňské čtvrti Rudolfsheim-Fünfhaus na setkání valné hromady spolku Gumpendorf. Spolek tam započal svoji odborovou činnost zřízením zdravotního a invalidního pojištění pro své členy. Skladba se poté stala důležitou písní dělnického hnutí v Rakousku-Uhersku. Původní českou verzi textu napsal český sociálně demokratický novinář František Hlaváček.

## V Rakousku
V Rakousku je tradiční dělnickou písní a je hymnou Sociálně demokratické strany Rakouska. Každoročně se hraje na akcích jako jsou prvomájové oslavy svátku práce ve Vídni. Je také tradiční součástí zakončení stranických sjezdů Sociálně demokratické strany Rakouska.

## V Československu
Původní verzi textu napsal sociálně demokratický novinář František Hlaváček. V roce 1902 vydal Antonín Macek v tiskařství české sociální demokracie sborník Poesie sociální, ve kterém vyšel překlad od Svatopluka Čecha. Po roce 1918 se skladba stala významnou písní levicových stran Československé sociálně demokratické strany dělnické, Německé sociálně demokratické strany dělnické v ČSR a Komunistické strany Československa, což byly strany, které se považovaly za přímého nástupce rakouské sociálně demokratické strany a internacionály. Za první republiky byla skladba významnou i mimo levicové hnutí. Byla součástí školních osnov vyšších ročníků obecných škol. Pravidelně ji hrály kapely Baťových závodů ve Zlíně a byla nejoblíbenější písní Tomáše Bati. Po uchopení moci KSČ v roce 1948 působila skladba po Internacionále jako druhá nejvýznamnější skladba strany.

## Jiné země
Skladba je známá i v dalších zemích, především na území bývalého Rakouska-Uherska. Existuje i polská verze. Např. na Slovensku píseň na svých mítincích užívá strana SMER – sociálna demokracia.

## Text
| Slova Stimmt an das Lied der hohen Braut, Die schon dem Menschen angetraut, Eh’ er selbst Mensch war noch. Was sein ist auf dem Erdenrund, Entsprang aus diesem treuen Bund. Die Arbeit hoch! Als er vertiert, noch scheu und wild Durch schreckenvolles Urgefild Und finstre Wälder kroch Wer gab dem Arm die erste Wehr? Die Arbeit war’s, noch roh wie er. Die Arbeit hoch! Und als er Bogen, Pfeil und Spieß Und den Nomadenstab verließ Zu eignem Felde zog Wer schuf den segensreichen Pflug? Die Arbeit, die nie schafft genug. Die Arbeit hoch! Als später der Familie Herd Sich zu Gemeind und Stadt vermehrt Wer unterm Sklavenjoch Begann den Bau der ersten Stadt? Das war der Arbeit stolze Tat. Die Arbeit hoch! Und als sein Drang nach Hab und Gut Ihn trieb zur wegelosen Flut Die unbezwungen noch. Wer stieß das erste Schiff vom Strand? Der Arbeit ewig tät’ge Hand Die Arbeit hoch! Und als der Denker Geist schon nah Die Geistesfreiheit dämmern sah, Welch Genius sandte doch Der Menschheit das gedruckte Wort? Die Arbeit war’s, der Bildung Hort. Die Arbeit hoch! Sie hat, was noch kein Rom vollbracht, Die Erde sich zum Knecht gemacht. Und Herrin ist sie noch, So hoch ein Pass durch Gletscher führt, So tief nach Erz ein Bergmann spürt. Die Arbeit hoch! Sie ist’s, die Meere überwand’, Die alle Elemente spannt Ins harte Eisenjoch. Doch ihre Mutter war die Not Vergeßt nicht, mündig, ihr Gebot: Die Arbeit hoch! Die Pyramide Cheops zeugt, Welch drückend Joch sie einst gebeugt. Die Arbeit brach es doch! Drum hofft: Des Kapitales Joch, Die freie Arbeit bricht es noch! Die Arbeit hoch! Und wie einst Galilei rief, Als rings die Welt im Irrtum schlief: Und sie bewegt sich doch! So ruft: Die Arbeit, sie erhält, Die Arbeit, sie bewegt die Welt! Die Arbeit hoch! | Česká verze Ó zavzni písni vznešená, o práci, která vrozená přirodou lidstva jest, a vše, co člověk užívá. Z šlechetné práce vyplývá, buď práci čest, buď práci čest! Když podobal se zvířeti a bydlel v skalním doupěti, po stromech musel lézt: kdo zhotovil mu první zbroj? Šlechetné práce byl to zdroj! Buď práci čest, buď práci čest! Když v pralesu pak ve hloubce klad základ první chaloupce by zimu spíš moh’ snést‘. Kdo poskytnul mu výhody? Jen práce jeho výplody! Buď práci čest, buď práci čest! Když lesy v pole zdělával, půdů k zahradám hledával by hojně mohly kvést: kdo vyrobil mu první pluh? Byl to jen práce tvůrčí duch! Buď práci čest, buď práci čest! Když touhou k předu jedině byl pouzen v úzké dědině zakládal velkých měst kdo vystavěl mu první dům? Byl šlechetné to práce um. Buď práci čest, buď práci čest! Když v stálém lidstva množení jde práce v blahém tvoření mír snáší lidstvu hvězd kdo zpříjemnil tu jeho stav? Jen pracovníků pilných dav. Buď práci čest, buď práci čest! Když sbratření všech národů zve vítězně v boj přírodu, kdo tisíc razil cest po horách, moři, planině? Muž práce byl to jedině! Buď práci čest, buď práci čest! A přec ta všeho tvůrkyně jest lenochů otrokyně a bitvu musí svést, by svobody si dobyla a lenost navždy zhubila. Buď práci čest, buď práci čest! Jen, děti práce nelkejte, a do boje se chystejte, již přichází nám zvěst, že práce vítězící zbraň, poráží kapitálu saň. Buď práci čest, buď práci čest! Ta práce matka pokroku a s ní armáda otroků, pozvedá svou již pěst. níž všech tyranů na světě vlády a trůny rozmete. Buď práci čest, buď práci čest. |